# Kamień runiczny z Granby

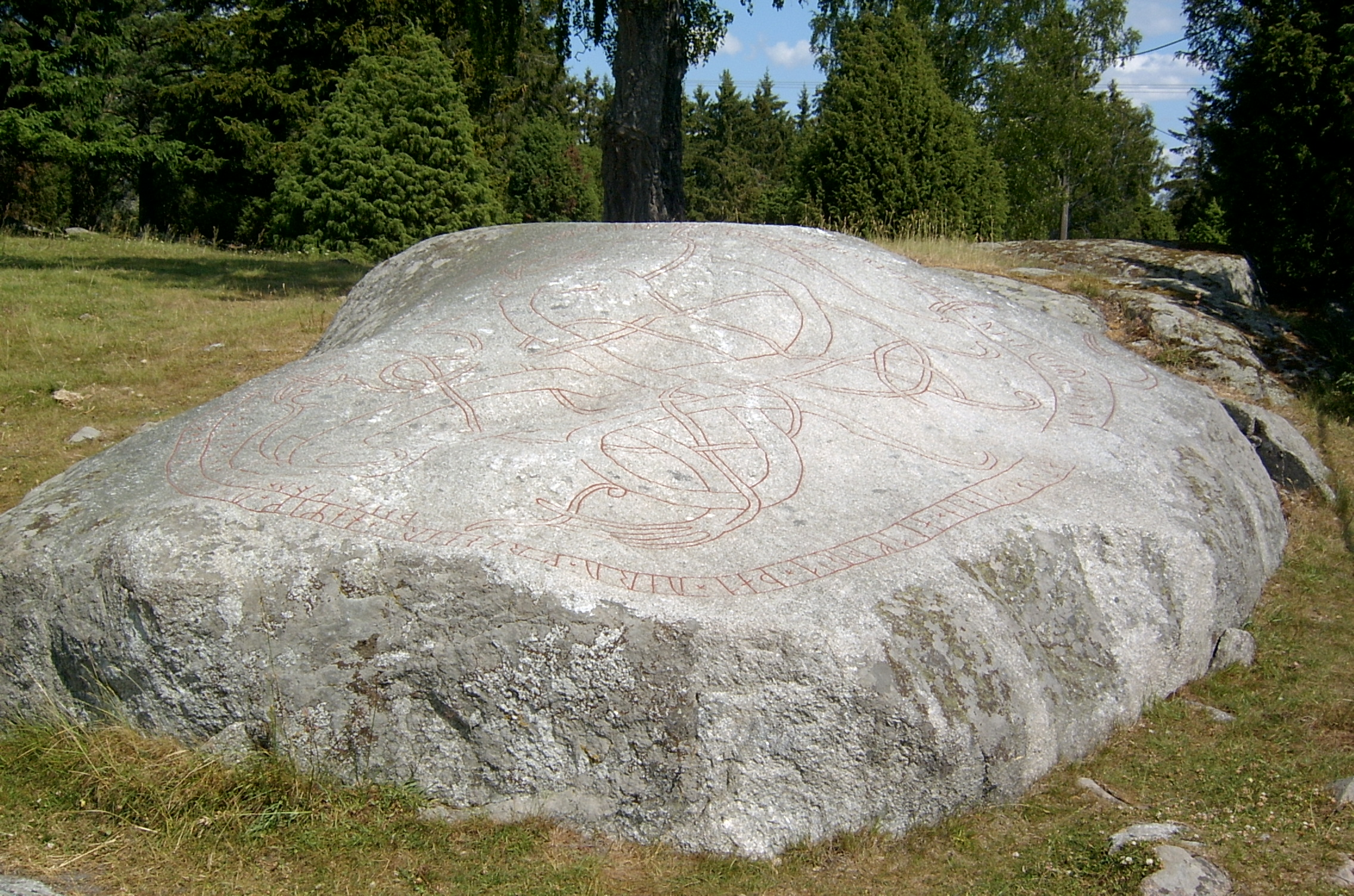
Kamień z Granby

Kamień runiczny z Granby (U 337) – kamień runiczny znajdujący się w Granby w gminie Vallentuna w szwedzkiej prowincji Uppland. Zawiera drugą co do długości, po kamieniu z Rök, inskrypcję runiczną w Szwecji.
Głaz ma wymiary 4 × 3 m. Na jego powierzchni wyryta została licząca 185 run inskrypcja. Autorem napisu był mistrz Visäte, słynny rytownik run działający pod koniec epoki wikińskiej. Inskrypcja głosi:
hemik + uk + sialfi + uk + iohan + þeiR + lata hakua + eftR + faþur sin + finuiþ + uk + uarkas × uk × rahnfriþ + uk moþur sina + uk + at + ikikerþi + uk + at + kalf + uk + kiarþar + u- ...-at + (h)an ati ' ein × alt fyrst × þat × uaru × freantr þeia + koþ: hialbi + ant þaira + uiseti + risti × runa þisa
co tłumaczy się jako:
Hemingr i Sjalfi i Jóhan, oni zlecili wyrytować dla ojca swego Finnviða i Vargasa i Ragnfriðdry i matki swej i dla Ingigerði i dla Kallfra i Gerðra [i] <...dla>. On posiadał sam najpierw wszystko. To byli ich krewni i (powinowaci). Boże, dopomóż ich duszom. Visäte rytował te runy.
Obecność chrześcijańskiego imienia Jóhan (Jan) wskazuje, iż inskrypcja pochodzi z XI wieku.